# آلدریچ آمس
آلدریچ هیزن آمس (انگلیسی: Aldrich Ames؛ زادهٔ ۲۶ مهٔ ۱۹۴۱) افسر «ضداطلاعات در بخش اتحاد شوروی»، سیا بود که، از سال ۱۹۸۵ برای روس‌ها جاسوسی کرده بود. آمس به همراه همسرش که وی را در فعالیت‌های جاسوسی یاری می‌داد، دستگیر شد و هر ۲ در دادگاه به جرم خود اعتراف کردند. آمس به حبس ابد و همسرش نیز در ابتدا به شصت و سه ماه زندان محکوم شد، اما تنها پنج سال در زندان ماند.

## زندگی‌نامه
آمس در ۱۹۴۱ در ریور فالز، ویسکانسین به دنیا آمد. پدرش، کارلتون سسیل آمس استاد دانشگاه بود. آلدریچ بزرگ‌ترین فرزند خانواده‌اش بود. در سال ۱۹۵۲ پدر او به‌عنوان اپراتور در سازمان سیا استخدام شد. یک سال بعد پدر آلدریچ به همراه دیگر اعضای خانواده‌اش به جنوب شرقی آسیا اعزام شدند. اما آلدریچ تحصیلات مدرسه‌اش را در همان ویرجینیا به‌پایان رساند و کار برای سیا را از همان زمان، و در تعطیلات مدرسه و به‌عنوان مأمور تأسیسات شروع کرد. او بعدها به‌وسیله سیا به‌کارهای بیشتری گرفته شد تا اینکه در سال ۱۹۶۲ رسماً به‌وسیله سیا به‌کار استخدام شد. ۷ سال بعد او با مأمور زن دیگری به نام نانسی سگبارت ازدواج کرد؛ آنها به ترکیه اعزام شدند اما نانسی مجبور شد شغل دیگری پیدا کند چون مطابق قانون او و همسرش نمی‌توانستند برای پروژه‌ای مشترک و به‌طور همزمان کار کنند. مسؤولیت آلدریچ نفوذ در سازمان اطلاعات شوروی بود؛ و او توانست به کمک یک هم‌اتاقی کمونیست، از عهده این کار بربیاید. بعد از پایان مأموریتش در سال ۱۹۷۶ به واشینگتن برگشت و ۵ سال بعد پست مهمی در مکزیکوسیتی به عهده گرفت. او دو سال در آنجا ماند و بعد به واشینگتن برگشت و در آنجا مسئول بررسی اطلاعات رسیده از اتحاد جماهیر شوروی شد، و آلدریچ در آنجا و بعد از گرفتن این پست به اطلاعات زیادی دربارهٔ جاسوسان آمریکایی در سازمان اطلاعات شوروی دست پیدا کرد. در سال ۱۹۸۵ آلدریچ از همسرش جدا شد و به خاطر این طلاق شدیداً بدهکار شد، بطوریکه در آن سال‌ها دست به سرقت بانک هم زد. اما سرقت بانک مشکلات او را حل نکرده و به‌این‌ترتیب او تصمیم گرفت اسناد ۱۰۰ مأمور سیا و تعداد زیادی از پروژه‌های سازمان جاسوسی آمریکا را به روس‌ها بفروشد. آلدریچ از طریق فروش این اسناد ۲ میلیون و هفتصد هزار دلار آمریکا درآمد کسب کرد؛ مبلغی که بسیار بیشتر از حقوق سالانه مأموران سیا بود. آلدریچ در آن سال با «وی تالی یوریچنکو» آشنا شده بود که افسر کی جی بی بود. وی تالی به آمریکا پناهنده شده بود، وی ترتیب کارهای آلدریچ را برای فروش اسناد داده بود، وی تالی بعدها به شوروی بازگشته بود. آلدریچ تا سال ۱۹۹۴ در سازمان سیا کارکرد. آمریکایی‌ها هنگامی‌که پی بردند فروش اسناد اتفاق افتاده، او را زیر نظر گرفتند. سرانجام آلدریچ در آستانه یک سفر کاری به مسکو بازداشت شد و به حبس ابد محکوم شد.